# Ocean megye
Ocean megye az Amerikai Egyesült Államokban, azon belül New Jersey államban található. Megyeszékhelye Toms River. Lakosainak száma 637 229 fő (2020. április 1.). Ocean megye Monmouth, Atlantic és Burlington megyékkel határos.

## Népesség
A megye népességének változása:
| Lakosok száma | 577 719 | 579 310 | 580 945 | 583 414 | 588 721 | 637 229 |
|               | 2010    | 2011    | 2012    | 2013    | 2015    | 2020    |